# Родригес, Мануэль
Мануэль Хавьер Родригес Эрдоиса (исп. Manuel Javier Rodríguez Erdoíza, 24 февраля 1785, Сантьяго — 26 мая 1818, Тильтиль) — национальный герой Чили, адвокат, военный и политический деятель страны. Один из «отцов» независимости Чили и соратник Бернардо О’Хиггинса, арестованный и павший жертвой внесудебного убийства по вероятному приказу того же О’Хиггинса.

## Наследие
- Его имя носят боровшиеся с диктатурой Пиночета Патриотический фронт имени Мануэля Родригеса и Патриотическое движение имени Мануэля Родригеса.